# Pénélope de Goudot
Chamaepetes goudotii
Espèce
Statut de conservation UICN

 LC  : Préoccupation mineure
La Pénélope de Goudot (Chamaepetes goudotii) est une espèce d'oiseau de la famille des Cracidae.

## Nomenclature
Son nom commémore l'explorateur naturaliste Justin Goudot.

## Description
Elle mesure environ 64 cm de longueur. Son allure générale ressemble à celle de la dinde. Le plumage du dos est brun olive foncé, la tête et le cou sont gris, le ventre rouge. Le bec est noir, l'iris rouge, la partie dénudée de la face et la base du bec sont bleus et les pattes sont saumon. Ses petites ailes émettent un bruit caractéristique en vol. Elle vit en couple ou en petit groupe.

## Alimentation
Elle se nourrit de fruits dans la moitié supérieure des arbres de la forêt.

## Reproduction
Elle niche au sommet des arbres et la femelle pond deux œufs entre février et juin.

## Répartition
On la trouve en Bolivie, Colombie, Équateur et Pérou.

## Habitat
Son habitat naturel est les forêts de montagnes humides tropicales et subtropicales.

## Liste des sous-espèces
Selon la classification de référence du Congrès ornithologique international (version 15.1, 2025) :
- Chamaepetes goudotii goudotii (Lesson, RP, 1828) — ouest et centre de la  Colombie;
- Chamaepetes goudotii sanctaemarthae Chapman, 1912 — Sierra Nevada de Santa Marta ;
- Chamaepetes goudotii fagani Chubb, C, 1917 — du sud-ouest de la Colombie à l'ouest de l'Équateur;
- Chamaepetes goudotii tschudii Taczanowski, 1886 — sud de la Colombie, Équateur et nord du Pérou ;
- Chamaepetes goudotii rufiventris (Tschudi, 1843) — centre-est du Pérou.